# Bisdom Springfield-Cape Girardeau
Het bisdom Springfield-Cape Girardeau (Latijn: Dioecesis Campifontis-Capitis Girardeauensis) is een rooms-katholiek bisdom met als zetels Springfield en Cape Girardeau, in de Amerikaanse staat Missouri. Het bisdom is suffragaan aan het aartsbisdom Saint Louis. 

## Geschiedenis
Het bisdom werd opgericht op 2 juli 1956, uit delen van het aartsbisdom Saint Louis en het bisdom Kansas City

## Parochies
Het bisdom had in 2022 een oppervlakte van 66.612 km2 en telde 1.381.148 inwoners waarvan 4,8% rooms-katholiek was.

## Bisschoppen
- Charles Herman Helmsing (24 augustus 1956 - 27 januari 1962)
- Ignatius Jerome Strecker (7 april 1962 - 4 september 1969)
- William Wakefield Baum (18 februari 1970 - 5 maart 1973; kardinaal in 1976)
- Bernard Francis Law (22 oktober 1973 - 11 januari 1984; kardinaal in 1985)
- John Joseph Leibrecht (20 oktober 1984 - 24 januari 2008)
- James Vann Johnston Jr. (24 januari 2008 - 15 september 2015)
- Edward Matthew Rice (26 april 2016 - heden)

## Galerij van afbeeldingen

Wapen van het bisdom
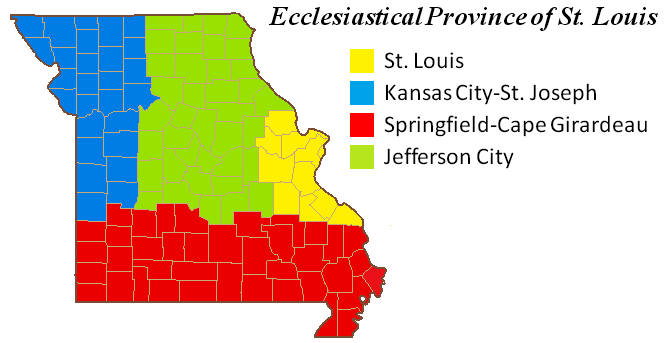
Kerkprovincie met aartsbisdom en suffragane bisdommen
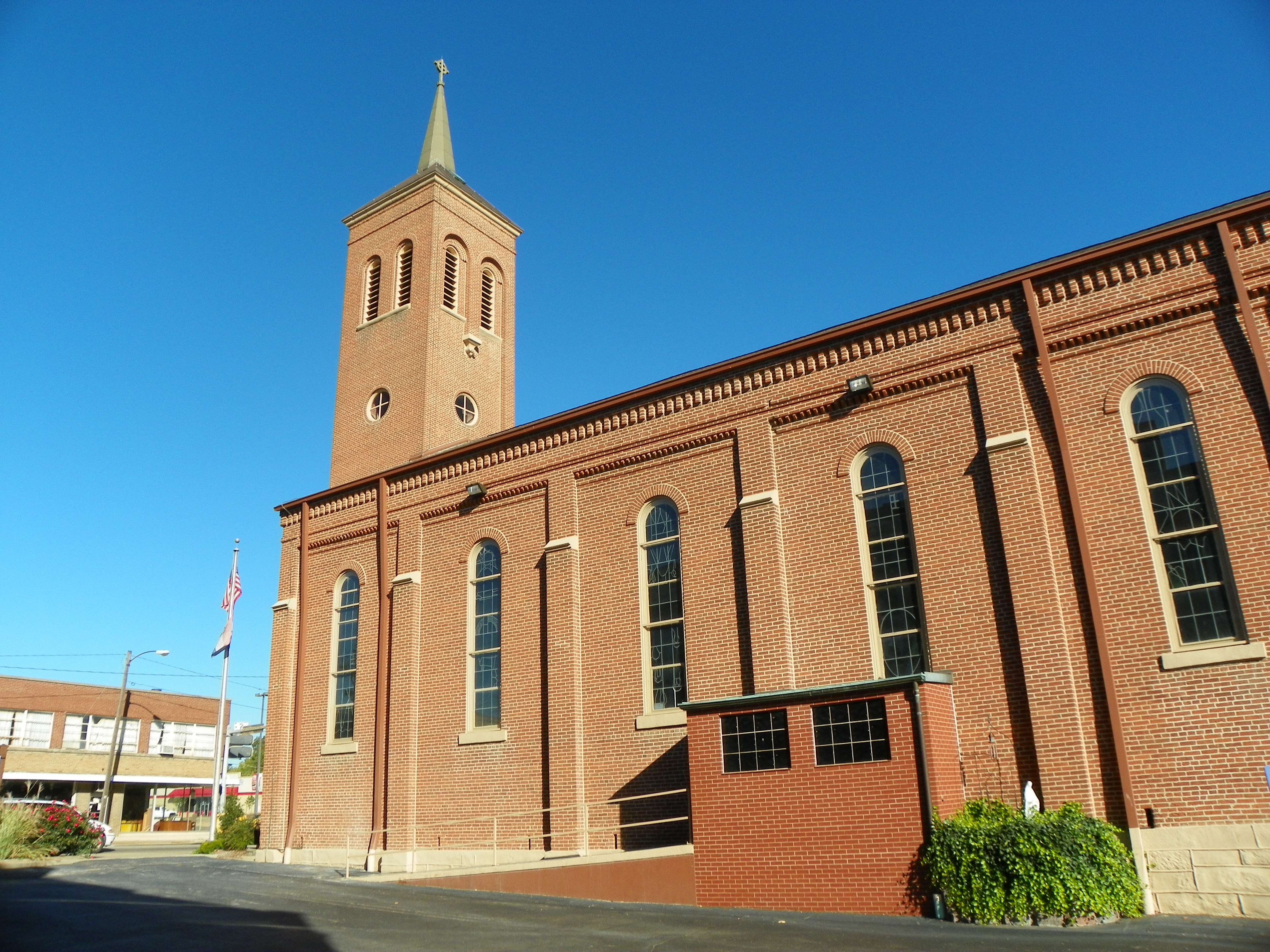
Co-Cathedral of Saint Mary of the Annunciation in Cape Girardeau
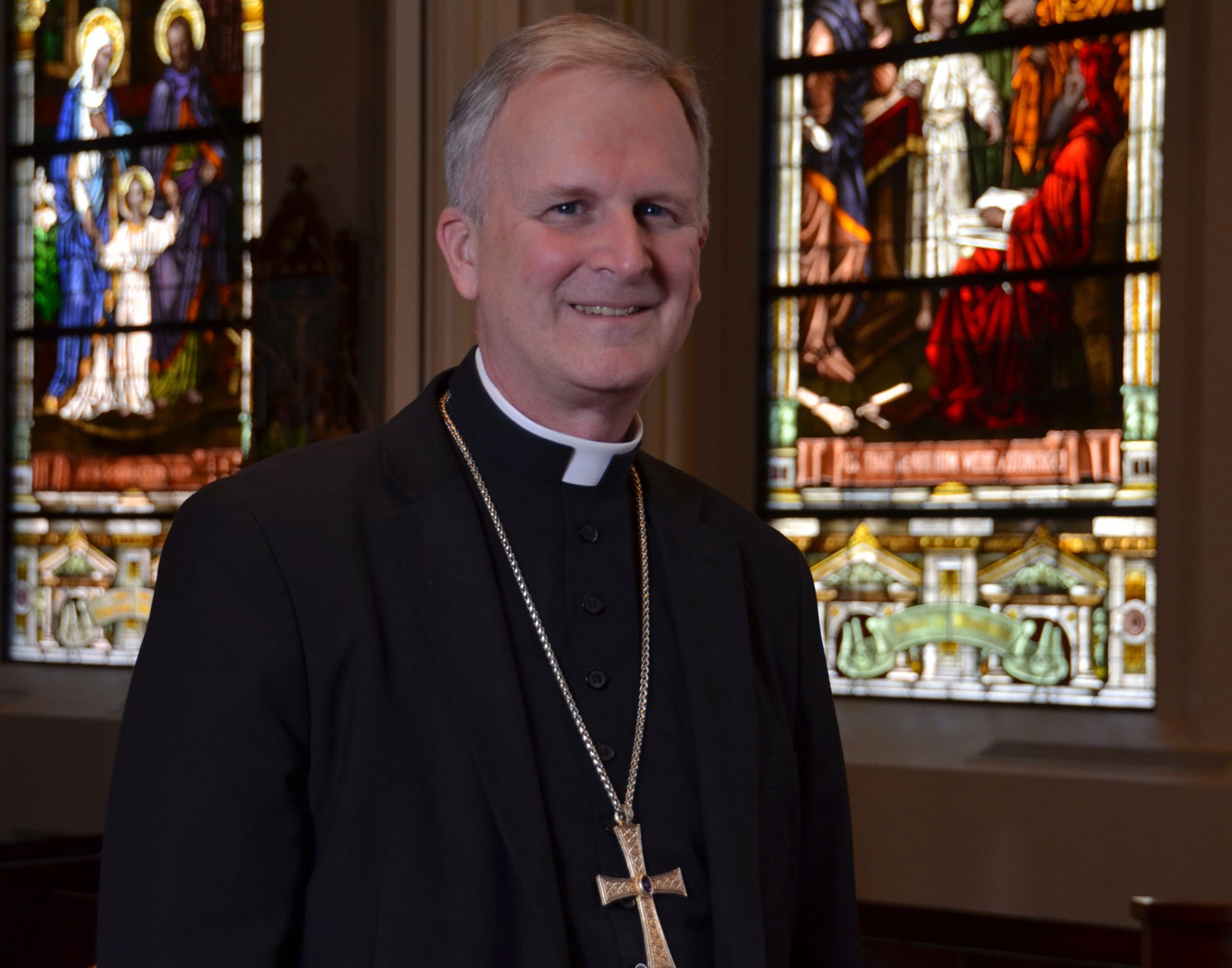
Bisschop James Vann Johnston Jr. (2008-2015)

Saint Louis (aartsbisdom) · Jefferson City · Kansas City-Saint Joseph · Springfield-Cape Girardeau
Voormalig: Saint Joseph